# Inny świat (opera mydlana)
Inny świat (ang. Another World) – amerykański serial telewizyjny o charakterze opery mydlanej, wyświetlany od 4 maja 1964 do 25 czerwca 1999 r.

## Krótki opis
Serial liczy 8891 odcinków. Został zdjęty z anteny po 35 latach emisji z powodu niskiej oglądalności. Był emitowany na kanale NBC. Jego twórczynią była Irna Phillips. W 1970 r. doczekał się spin offu pt. Somerset. Była to pierwsza opera mydlana, w której eksperymentowano z długimi, 90-minutowymi odcinkami. Serial był emitowany w`Polsce w latach 1998–2000 na kanale Wizja Jeden.

## Obsada
Zestawienie przygotowano w oparciu o informacje portalu filmowego IMDb.com:
- Victoria Wyndham – jako Rachel Davis Cory/Rachel Davis/Rachel Davis Hutchins (2711 odcinków)
- Constance Ford – jako Ada Lucas/Ada Hobson/Ada Lucas McGowan (2546)
- Hugh Marlowe – jako Jim Matthews (1943)
- Beverlee McKinsey – jako Iris Carrington (1306)
- Stephen Schnetzer – jako Cass Winthrop/Rex Allingham (1108)
- Linda Dano – jako Felicia Gallant/Felicia Gallant Blake/Felicia Gallant St. George (1100)
- Anna Stuart – jako Donna Love/Donna Love Hudson/Donna Love Cory (1061)
- Judi Evans – jako Paulina Carlino/Paulina Cory/Paulina Cory Carlino (879)
- Virginia Dwyer – jako Mary Matthews (793)
- George Reinholt – jako Steve Frame (652)
- Beverly Penberthy – jako Pat Matthews Randolph (541)
- Barbara Berjer – jako Bridget Connell/Bridget Connelly (470)
- Micki Grant – jako Peggy Harris Nolan (463)
- Robin Strasser – jako Rachel Davis Matthews/Rachel Davis/Rachel Davis Clark (351)
- Lionel Johnston – jako Michael Randolph (286)
- Susan Sullivan – jako Lenore Moore Delaney/Lenore Moore/Lenore Moore Curtin (222)
- Audra Lindley – jako Liz Matthews/Elizabeth "Aunt Liz" Matthews (215)
- Ariana Munker – jako Marianne Randolph (204)
- Sandra Dee Robinson – jako Amanda Cory/Amanda Cory Fowler/Amanda Cory Sinclair (189)
- Petronia Paley – jako Quinn Harding/Quinn Hardy (172)
- Douglass Watson – jako Mac Cory/Mackenzie Cory/Ma Cory (144)
- Judith Barcroft – jako Lenore Moore/farmaceutka (126)
- Susan Trustman – jako Pat Matthews Randolph/Pat Matthews/Pat Randolph (117)
- Tom Eplin – jako Jake McKinnon (109)
- Kale Browne – jako Michael Hudson (108)
- Steve Richard Harris – jako Zak Wilder (93)
- Sally Spencer – jako M.J. McKinnon (91)
- Judith McConnell – jako Miranda Bishop (85)
- Laurie Bartram – jako Karen Campbell (85)
- Julie Osburn – jako Kathleen McKinnon/Kathleen McKinnon Winthrop/Kathleen Winthrop (79)
- William Gray Espy – jako Mitch Blake/Blake Mitchell (61)
- Rick Porter – jako Larry Ewing (61)
- Richard Bekins – jako dr Jamie Frame/James Frame (60)
- Les Brandt – jako Rafael Santierro/Rafael Santiero/Raphael Santiero (60)
- Ellen Wheeler – jako Marley Hudson/Victoria Hudson/Marley (59)
- Sharon Gabet – jako Brittany Love/Brittany Peterson (58)
- Charles Keating – jako Carl Hutchins (56)
- Anne Heche – jako Vicky Hudson/Marley Love/Vicky Carson (55)
- David Forsyth – jako dr John Hudson (55)
- Irene Dailey – jako Liz Matthews (54)
- Amy Carlson – jako Josie Watts/Josie Watts Sinclair (53)
- Ray Liotta – jako Joey Perrini (52)
- Christina Pickles – jako hrabina Elena de Poulignac (51)
- Lance Gutterman – jako Tim (51)
- Nancy Frangione – jako Cecile de Poulignac/Cecile Frame/Cecile de Poulignac Frame (50)
- Paul Michael Valley – jako Ryan Harrison (50)
- Ed Fry – jako Adam Cory/Adam Drake (50).

W mniejszych rolach i epizodach wystąpili m.in.: Liliana Komorowska, Kyra Sedgwick, Jodi Lyn O’Keefe, Luke Perry, Jane Krakowski, Morgan Freeman, Ving Rhames, Lindsay Lohan, John Saxon, Roxann Dawson, Billy Dee Williams, Charles Durning, Brad Pitt, Ming-Na Wen, James Eckhouse, William H. Macy, Julianne Moore, Andreas Katsulas, Gates McFadden, José Ferrer, Eriq La Salle oraz muzycy Roberta Flack i Liberace.